# Encreuament entre sistemes
L'encreuament entre sistemes (ISC) és un procés isoenergètic sense radiació que implica una transició entre els dos estats electrònics amb una multiplicitat de spin diferent.

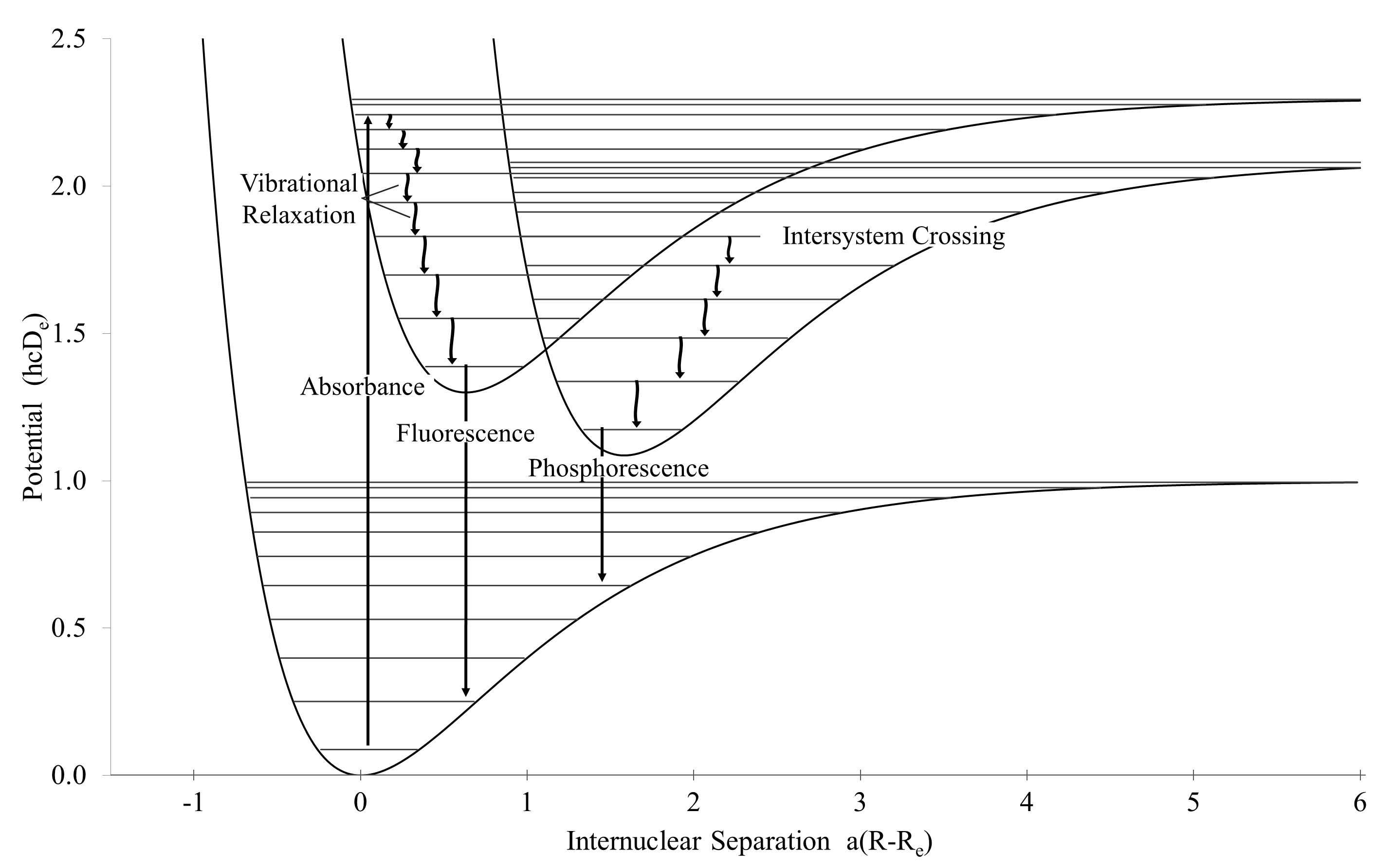
Els electrons excitats poden patir un encreuament entre sistemes fins a un estat degenerat amb una multiplicitat de spin diferent.

## Estats de singlet i triplet excitats
Quan un electró en una molècula amb un estat fonamental de singlet s'excita ( mitjançant l'absorció de radiació) a un nivell d'energia més alt, es formarà un estat de singlet excitat o un estat de triplet excitat. L'estat singlet és un estat electrònic molecular tal que tots els spins electrònics estan aparellats. És a dir, l'espín de l'electró excitat encara està aparellat amb l'electró de l'estat fonamental (un parell d'electrons del mateix nivell d'energia ha de tenir espins oposats, segons el principi d'exclusió de Pauli). En un estat de triplet, l'electró excitat ja no està aparellat amb l'electró de l'estat fonamental; és a dir, són paral·lels (mateix gir). Atès que l'excitació a un estat de triplet implica una transició d'espín "prohibida" addicional, és menys probable que es formi un estat de triplet quan la molècula absorbeixi radiació.

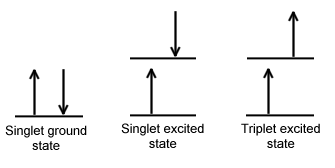
Nivells d'energia singlet i triplet.

Quan un estat de singlet passa de manera no radiativa a un estat de triplet, o per contra un triplet passa a un singlet, aquest procés es coneix com encreuament entre sistemes. En essència, el gir de l'electró excitat s'inverteix. La probabilitat que es produeixi aquest procés és més favorable quan els nivells vibracionals dels dos estats excitats se superposen, ja que s'ha de guanyar o perdre poca o cap energia en la transició. Com que les interaccions espín/orbital en aquestes molècules són substancials i un canvi en el spin és, per tant, més favorable, l'encreuament entre sistemes és més freqüent en molècules d'àtoms pesats (per exemple, aquelles que contenen iode o brom). Aquest procés s'anomena " acoblament espín-òrbita ". En poques paraules, implica l'acoblament de l'espín de l'electró amb el moment angular orbital d'òrbites no circulars. A més, la presència d'espècies paramagnètiques en solució millora l'encreuament entre sistemes.
La desintegració radiativa des d'un estat de triplet excitat fins a un estat de singlet es coneix com a fosforescència. Com que es produeix una transició en la multiplicitat de spin, la fosforescència és una manifestació de l'encreuament entre sistemes. L'escala de temps de l'encreuament entre sistemes és de l'ordre de 10−8 a 10−3 s, una de les formes més lentes de relaxació.

## Complexos metàl·lics
Una vegada que un complex metàl·lic pateix una transferència de càrrega de metall a lligand, el sistema pot experimentar un encreuament entre sistemes, que, juntament amb la sintonització de les energies d'excitació MLCT, produeix un intermedi de llarga vida l'energia del qual es pot ajustar alterant els lligands utilitzats en el complex. Una altra espècie pot reaccionar amb l'estat excitat de llarga vida mitjançant oxidació o reducció, iniciant així una via redox mitjançant fotoexcitació ajustable. Els complexos que contenen centres metàl·lics d 6 d'alt nombre atòmic, com Ru(II) i Ir(III), s'utilitzen habitualment per a aquestes aplicacions, ja que afavoreixen l'encreuament entre sistemes com a resultat del seu acoblament més intens gir-òrbita. 
Els complexos que tenen accés a orbitals d poden accedir a multiplicitats d'espins a més dels estats singlet i triplet, ja que alguns complexos tenen orbitals d'energies similars o degenerades, de manera que és energèticament favorable que els electrons estiguin desaparellats. Aleshores, és possible que un únic complex experimenti múltiples encreuaments entre sistemes, com és el cas de l'atrapament en estat de gir excitat induït per la llum (LIESST), on, a baixes temperatures, un complex de baix gir pot ser irradiat i patir dos casos de encreuament entre sistemes. Per als complexos de Fe(II), el primer encreuament entre sistemes es produeix des de l'estat singlet fins a l'estat de triplet, que després és seguit de l'encreuament entre sistemes entre l'estat de triplet i el quintet. A baixes temperatures, s'afavoreix l'estat de baix gir, però l'estat del quintet no pot tornar a relaxar-se a l'estat fonamental de baix gir a causa de les seves diferències en l'energia de punt zero i la longitud de l'enllaç metall-lligant. El procés invers també és possible per a casos com [Fe(ptz)6](BF4)2, però l'estat singlet no es regenera completament, ja que l'energia necessària per excitar l'estat fonamental del quintet fins a l'estat excitat necessari per patir entre sistemes. el pas a l'estat de triplet se superposa amb múltiples bandes corresponents a excitacions de l'estat singlet que condueixen a l'estat de quintet.

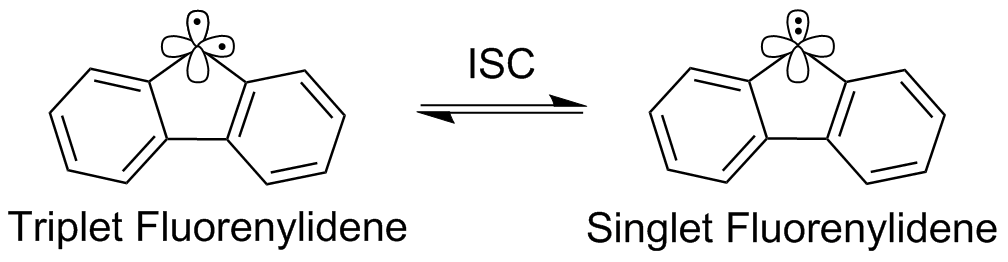
Encreuament intersistemes de fluorenilidè

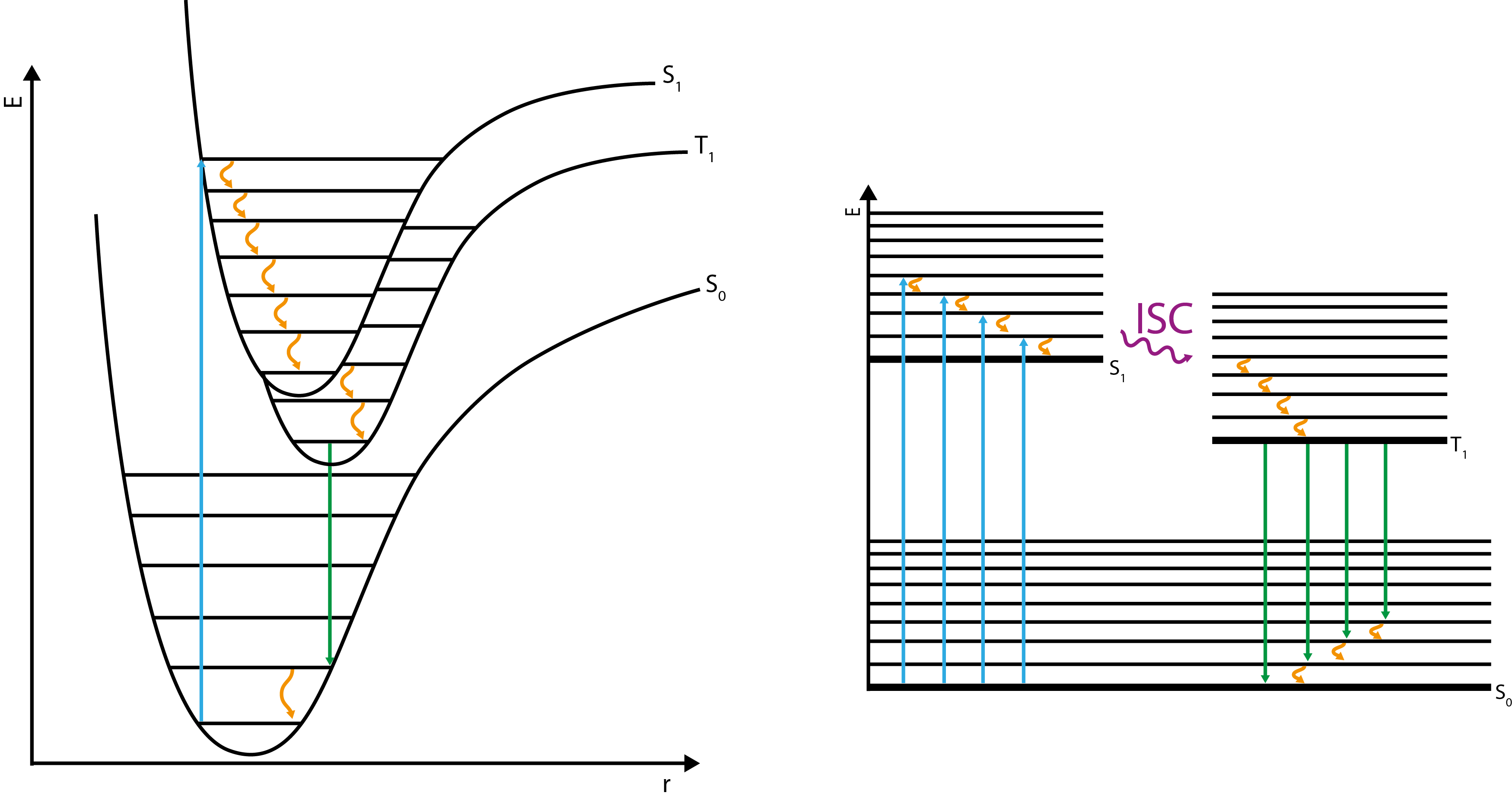
A l'esquerra la representació de la corba de potencial i a la dreta el corresponent diagrama d'energia de la fosforescència. En l'estat fonamental i en l'estat de singlet excitat, l'electró excitat mostra un gir que és antiparal·lel a l'electró, que també es troba en l'estat fonamental. L'electró en l'estat de singlet excitat es relaxa fins al nivell de vibració més baix de l'estat de singlet excitat, des d'on entra a l'estat de triplet energèticament més baix a través d'un canvi de spin prohibit (intersystem crossing (ISC)). Allà es relaxa sense radiació fins al nivell de vibració més baix, des d'on només pot tornar a l'estat fonamental amb un altre canvi de spin i emissió de radiació.

## Aplicacions

### Fluoròfors
La microscòpia de fluorescència es basa en compostos fluorescents, o fluoròfors, per tal d'imaginar sistemes biològics. Atès que la fluorescència i la fosforescència són mètodes competitius de relaxació, un fluoròfor que passa entre sistemes a l'estat excitat de triplets ja no fa fluorescència i es manté en l'estat excitat de triplets, que té una vida útil relativament llarga, abans de fosforescer i relaxar-se de nou a l'estat fonamental del singlet. de manera que pugui continuar experimentant excitació i fluorescència repetides. Aquest procés en el qual els fluoròfors temporalment no fluoreixen s'anomena parpelleig. Mentre es troba en estat excitat triplet, el fluoròfor pot patir un fotoblanqueig, un procés en el qual el fluoròfor reacciona amb una altra espècie del sistema, cosa que pot provocar la pèrdua de la característica fluorescent del fluoròfor.

### Cèl·lules solars
S'ha investigat la viabilitat dels polímers organometàl·lics en cèl·lules solars orgàniques d'heterounió a granel a causa de la seva capacitat de donant. L'eficiència de la separació de càrregues a la interfície donant-acceptador es pot millorar mitjançant l'ús de metalls pesants, ja que el seu augment de l'acoblament de l'òrbita espín afavoreix la formació de l'estat excitat MLCT triplet, que podria millorar la longitud de difusió de l'excitó i reduir la probabilitat de recombinació. a causa de la vida útil prolongada de l'estat excitat prohibit per gir. En millorar l'eficiència del pas de separació de càrrega del mecanisme de cèl·lules solars d'heterojunció a granel, també millora l'eficiència de conversió d'energia. S'ha demostrat que la millora de l'eficiència de separació de càrregues és el resultat de la formació de l'estat excitat triplet en alguns polímers conjugats de platí-acetilur. Tanmateix, a mesura que augmenta la mida del sistema conjugat, l'augment de la conjugació redueix l'impacte de l'efecte de l'àtom pesat i, en canvi, fa que el polímer sigui més eficient a causa de l'augment de la conjugació que redueix el bandgap.